# エベラ (小惑星)
エベラ(1205 Ebella)は、小惑星帯の小惑星である。1931年10月6日にカール・ラインムートがハイデルベルクのケーニッヒシュトゥール天文台で発見した。当初は1931 TB1という仮符号が付けられた。ドイツの天文学者マルティン・エベルの名前に因んで命名された。